# Карепа
Карепа (исп. Carepa) — город и муниципалитет на северо-западе Колумбии, на территории департамента Антьокия. Входит в состав субрегиона Ураба.

## История
Поселение из которого позднее вырос город было основано 14 ноября 1950 года. Муниципалитет Карепа был выделен в отдельную административную единицу в 1983 году.

## Географическое положение

Муниципалитет Карепа

Город расположен в северо-западной части департамента, на левом берегу берегу одноимённой реки, на расстоянии приблизительно 200 километров к северо-западу от Медельина, административного центра департамента. Абсолютная высота — 83 метра над уровнем моря.

Муниципалитет Карепа граничит на севере с муниципалитетами Апартадо и Турбо, на западе — с муниципалитетом Турбо, на юге — с муниципалитетом Чигородо, на востоке — с территорией департамента Кордова. Площадь муниципалитета составляет 380 км².

## Население
По данным Национального административного департамента статистики Колумбии, совокупная численность населения города и муниципалитета в 2013 году составляла 53 048 человек.
Динамика численности населения муниципалитета по годам:
| 2005   | 2006   | 2007   | 2008   | 2009   | 2010   | 2011   | 2012   | 2013   |
| ------ | ------ | ------ | ------ | ------ | ------ | ------ | ------ | ------ |
| 43 125 | 44 292 | 45 474 | 46 672 | 47 884 | 49 132 | 50 408 | 51 710 | 53 048 |

Согласно данным переписи 2005 года мужчины составляли 50,1 % от населения Карепы, женщины — соответственно 49,9 %. В расовом отношении белые и метисы составляли 65,5 % от населения города; негры, мулаты и райсальцы — 34,3 %; индейцы — 0,2 %.
Уровень грамотности среди всего населения составлял 82,6 %.

## Экономика
Основу экономики Карепы составляет сельскохозяйственное производство. Основной экспортной культурой являются бананы.

53,4 % от общего числа городских и муниципальных предприятий составляют предприятия торговой сферы, 35 % — предприятия сферы обслуживания, 10,7 % — промышленные предприятия, 0,9 % — предприятия иных отраслей экономики.